# Svetlana Kljoeka
Svetlana Vasiljevna Kljoeka (Russisch: Светлана Васильевна Клюка) (Belogorsk, 27 december 1978) is een Russische middellangeafstandsloopster, die zich voornamelijk heeft toegelegd op de 800 m. 

## Loopbaan
In 2003 won Kljoeka een bronzen medaille bij de Militaire Spelen in het Italiaanse Catania. Dat jaar nam ze in Parijs voor het eerst deel aan wereldkampioenschappen. In de halve finale van de 800 m sneuvelde ze met een tijd van 2.01,61.
Haar doorbraak kwam in 2005. Kljoeka won dat jaar op de 800 m een gouden medaille op de universiade in het Turkse İzmir, gevolgd door een zilveren medaille op de Europese kampioenschappen in Göteborg in 2006. Dat jaar liep ze tevens met 1.57,21 de zesde snelste vrouwentijd ter wereld en veroverde zij de Europese beker in Málaga.
Op de WK van 2007 in Osaka kwalificeerde Svetlana Kljoeka zich voor de 800 meterfinale en behaalde hierop een zevende plaats met 2.00,90. Een jaar later behoorde zij op dit nummer eveneens tot de deelneemsters tijdens de Olympische Spelen in Peking. Opnieuw wist ze door te dringen tot de finale, waarin ze met 1.56,94 als vierde eindigde en zodoende net naast de medailles greep.
In juli 2012 werd bekendgemaakt, dat Kljoeka door de Russische atletiekbond voor twee jaar was geschorst wegens afwijkende waarden in haar biologisch paspoort. Ze werd uitgesloten van de Russische atletiekkampioenschappen en de Olympische Spelen van 2012. Haar schorsing liep van februari 2011 tot februari 2013 en haar resultaten vanaf 15 augustus 2009 zijn geschrapt.
Kljoeka traint in het Russische leger.

## Titels
- Universitair kampioene 800 m - 2005

## Persoonlijke records
Outdoor
| Onderdeel | Prestatie | Datum            | Plaats |
| --------- | --------- | ---------------- | ------ |
| 400 m     | 53,12 s   | 11 juni 2008     | Moskou |
| 800 m     | 1.56,64   | 18 juli 2008     | Kazan  |
| 1000 m    | 2.38,02   | 9 september 2008 | Zagreb |

Indoor
| Onderdeel | Prestatie | Datum            | Plaats |
| --------- | --------- | ---------------- | ------ |
| 800 m     | 2.00,72   | 26 februari 2003 | Moskou |
| 1000 m    | 2.39,42   | 25 januari 2006  | Moskou |

## Palmares

### 800 m
- 2003:  Militaire Spelen - 2.07,84
- 2003: 4e in ½ fin. WK - 2.01,61
- 2005:  Europacup - 2.01,02
- 2005:  Universiade - 2.00,80
- 2006:  Europacup - 2.01,99
- 2006:  EK - 1.57,48
- 2007: 7e WK - 2.00,90
- 2008: 4e OS - 1.56,94
- 2008: DNF Memorial Van Damme
- 2010: 8e EK - 2.00,15
- 2011: 8e Bislett Games - 1.59,97